# Зорица Јевремовић
Зорица Јевремовић (понегде потписана и као: Јевремовић Мунитић; Ражањ, 22. август 1948 — Београд, 5. октобар 2023) била је српска и југословенска позоришна и видео редитељка, драмска списатељица, интермедијална теоретичарка, историчарка културе и феминисткиња. Директорка је београдског Центра за медије „Ранко Мунитић“ и уредница регионалног часописа за медије и културу Медиантроп.
Између осталог, значајан је и њен рад на оснивању позоришних трупа за маргиналне друштвене групе, као и допринос утемељивању стрипске и телевизијске теорије у СФРЈ 1970-их. Њен муж је био истакнути југословенски културни радник Ранко Мунитић.

## Биографија
Рођена је у Ражњу, од раног детињства живи у Београду.
У Пули, на аматерском филмском фестивалу „Мала Пула“ 24. јула 1968. упознаје Ранка Мунитића. Њих двоје се 1. маја 1971. венчавају у Београду, где Зорица додаје презиме Мунитић девојачком Јевремовић, потом одлазе за Загреб. Новембра исте године се враћају у Београд, где живе до краја марта 2009. године.
Дипломирала је драматургију на Факултету драмских уметности 1975. године. Драматургијом се бавила у алтернативним и неформалним групама позоришта и филма: КПГТ (1980—1990), Арт-филм (1981—1983), Нова осећајност (1984—1985), Предузеће за позоришне послове (1992).
Као заговорница југословенског културног простора истраживала културну историју и теолошко обичајно право мултинационалних и вишеконфесионалних средина у СФРЈ: Дубровник (1976—1980), Пераст (1981), Повља (1982), Тацен (1981—1984), област Пољица (1986—1990), Дечани (1981—1989) и Зјум (1990). Објавила је књиге из мултимедијалне теорије и позоришне драме, а уређивала је и научне зборнике из књижевне историје.
Зорица Јевремовић је радила са следећим маргиналним групама: ромском децом, монахињама, психичким болесницима, особама са посебним потребама, слепима, женама које су претрпеле насиље, децом без родитеља, лезбијкама и женама-избеглицама. Оснивала алтернативна позоришта која су радила као „позоришта кварта“ у гетоизованим заједницама, на местима која раније нису била позоришно активна:
1985: „Перформативно улично дечије позориште” у Скадарлији, боемском окупљалишту уметника, препуном кафана у центру Београда. Језгро трупе чинила су ромска деца која су живела у Скадарлији, српска деца са Дорћола (оближњег престижног београдског кварта), ромска деца из дивљих насеља у београдском предграђу Миријево (која су продавала цвеће у Скадарлији украдено са градских гробља), професионални глумци и сликари који су живели у Скадарлији, скадарлијска гатара, кловнови, гутачи ватре и алтернативни уметници (музичари, сликари).
1993-1995: „Џепно позориште М” у просторијама Специјална болница за психијатријске болести „Др Лаза Лазаревић“. Језгро ове трупе чинили су реконвалесценти, деца из околине болнице, професионални глумци, деца болничких терапеута и психијатара, филмски и телевизијски натуршчици, психолози, манекени, јавне личности и слепе особе.
1997-1999: „ПУТ 5а”, феминистичко позориште у стану у ком су биле канцеларије Аутономног женског центра против сексуалног насиља. Језгро ове трупе чиниле су жене које су долазиле у Центар да потраже помоћ, активисткиње Центра, балерине, сликарке, жене које су живеле у истој згради, жене у колицима, композиторке, студенткиње Женских студија и жене-избеглице.
Почетком грађанског рата у Југославији 1990-их била је активисткиња двеју антиратних групација: „Цивилног покрета отпора“ и „Београдског круга“, у оквиру којих је извела више културолошких пројеката: „Босна – људски трагови“ (1992).
У пројектима „Босна - људски трагови“ (1992) и Аутовидеографија" (1995), Зорица Јевремовић у СКЦ-у „окупља уметнике, теоретичаре, критичаре, активисте, обичне људе са својим сећањима на Босну и ствара јединствен културолошки пројекат у којем се Босна исказује као један од стожера јужнословенских идентитета, као стуб – ослонац” препуштен уништењу.
У драми „Балада о девојачком оделу” објављеној 2006. пише о љубави Јелене и Теуте, средовечне и младе жене, Српкиње и Албанке, које беже са Косова и завршавају у Београду. Како пише Мирко Ђорђевић, љубав чини да ове две жене постану ”искорењене”. О овој драми, као и позицији ауторке у српској култури Милена Драгићевић Шешић пише: ”Разарајући табуе (а Косово је у суштини највећа српска табу тема - о њему се не сме мислити, рационално разговарати – Косово се мора само емоционално доживљавати) она је управо и ризиковала неиграње својих драма на сценама националних позоришта.”
Године 2008. прави изложбу „Косово из мог стана“ од фотографија ствари које је куповала или добијала на дар на Косову и Метохији (1981—1990).
Чланица је Савеза драмских уметника Србије од 1978. Од 2007. године чланица Српског књижевног друштва. Од децембра 2011. директорка је Центра за медије „Ранко Мунитић“ где као интермедијална теоретичарка води више пројеката.
Преминула је 5. октобра 2023. године у Београду.

## Дело (избор)
Књиге
- Распад система, „Аурора“, Београд, 2000.
- Семиолошки кругови, „Прометеј“, Нови Сад, 2001.
- Четири предратне драме, „Прометеј“, Нови Сад. 2001.  978-86-7639-543-9.; друго проширено издање. 2006.  978-86-515-0016-2.
- Спотови носталгије: о феноменологији, комуникологији и естетици медија, Радио-телевизија Србије, Београд. 2006.  978-86-81733-39-4.
- Балада о девојачком оделу, „Досије“, Београд. 2006.  978-86-909635-0-8.
- Позориште као стварање света, Институт за позориште, филм, радио и телевизију, Београд. 2008.  978-86-82101-36-9.
- Дупли пас, коаутор Ранко Мунитић, Радио-Телевизија Србије — Издавачка делатност, Београд, 2012.  978-86-6195-014-8[7]
- Тишина, помрлице, Центар за медије „Ранко Мунитић“, Београд, 2017.[8]
- Шапутаве девојке, ЈМУ Радио-телевизија Србије и Центар за медије „Ранко Мунитић“, Београд, 2019.  978-86-6195-161-9
- Као заспала међу лептирима: жена у драми, Удружење закултуру поветивања Мост Арт Југославија, Београд, 2021,  978-86-80640-45-7

Драме
- На станици, 1968.
- Ој, Срби’о, нигде лада нема, 1971.
- Вукодлак из Самарије, 1973.
- Копиле 1948-1968, 1987.
- Фјодорова девојчица, 1991.
- Бајка блуз, 1994.
- Пут у немогуће или потрага за богињом Клио, 1995.
- Шапутаве девојке I, 1997.
- Шапутаве девојке II, 1999.
- Балада о девојачком оделу, 2004.
- Помрлице (три умирања и један сан), 2017.

Есеји и студије у периодици
- „Тотални стрип“, Култура, 1975.
- „Исповести ђака монашке школе Светом краљу Дечанском априла 1941“, Култура, 1991.
- „Позоришне политичке фабрике“, Република, бр. 468-469, Београд, 1-31. јануар 2010.

Приређивање научних зборника
- Сава Мркаљ, часопис Књижевност, 1984.
- Св. Сава и Хиландар, Књижевност, 1988.
- Ватрослав Јагић, Књижевност, 1990.

Видеографија
- Аутовидеографија (1996)
- Шапутаве девојке (2001)
- Шапутаве девојке II (2003)
- Ишчекивање (2004)
- Краљица ноћи (2005)
- Промоција Џепног позоришта М (2005)
- Босна 92 – људски трагови (2005)
- Остаци филмске траке (2005)

## Признања
- Награда „Анђелка Милић“ за феминистичко стваралаштво у области науке и културе, 2016. Додељује Секција за феминистичка истраживања и критичке студије маскулинитета (СЕФЕМ)[9]